# Adenstedt
Adenstedt là một thị xã ở huyện Hildesheim trong bang Niedersachsen, Đức. Đô thị Adenstedt có diện tích 18,67 km², dân số thời điểm ngày 31 tháng 12 năm 2006 là 1115 người.